# 백벤처

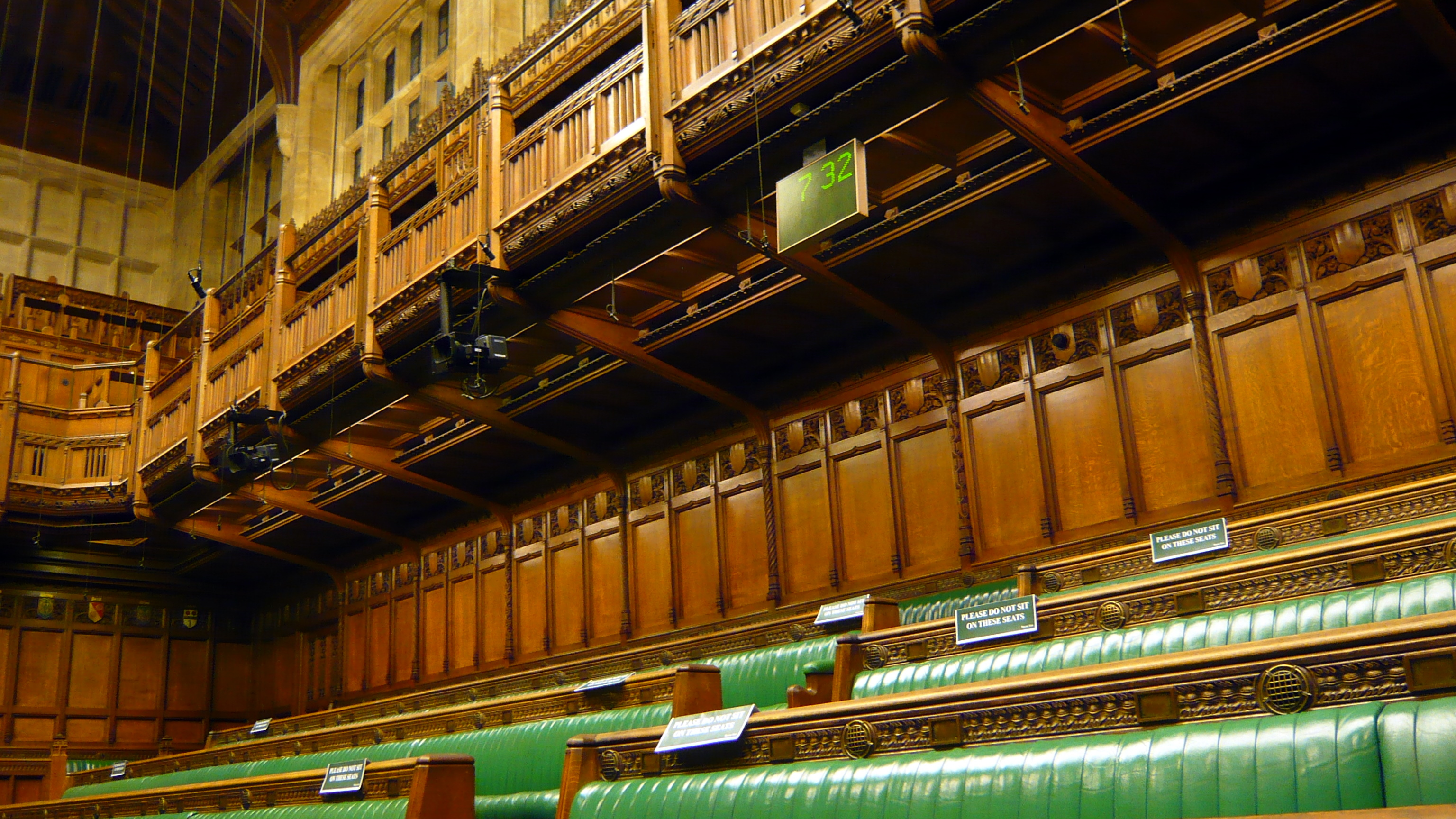
영국 하원의 야당 측 뒷쪽 벤치. 이 좌석에 앉는 의원들을 백벤처라 부른다.

백벤처 (Backbencher)는 웨스트민스터 정치체제를 채택한 국가의 의회에서 찾아볼 수 있는 국회의원의 한 부류로, 여당이라면 내각의 일원이 아니거나 야당이라면 예비내각 등의 대표직을 맡지 않는 의원들을 가리키는 말이다. 보통 원내 회의장에 설치된 여러 줄의 의석 중에서 맨 앞줄을 건너뛰고 그 뒷줄부터 앉아있다 하여 백벤처라는 이름이 붙었으며, 평의원이라고도 한다.

## 상세
백벤처라는 말은 1855년 영국 의회에서 유래했다. 상술했듯 하원 회의장의 앞벤치에 앉지 않는 의원들을 가리키는 것에서부터 유래한 말이며, 이는 지금도 유지되고 있다. 백벤처는 아직 고위직에 오르지 못한 초선 의원, 내각에서 물러난 중진 의원, 그밖에 어떤 이유로든 여당의 내각이나 야당의 그림자 내각에 입각하지 못한 의원들을 두루 가리키며, 주목받지 않고 뒤에서 영향력을 발휘하고픈 의원들도 해당된다. 뿐만 아니라 본인 정당의 목표와 정책을 두고 불협화음을 내는 의원으로 판단되어서 자진사퇴하거나 교체되었을 때에도 뒷쪽 벤치에 앉게 된다. 예를 들어 브렉시트 정국 당시 클라이브 루이스 노동당 의원은 견해차로 인해 그림자 내각에서 물러난 뒤 백벤처가 되었으며, 테리사 메이 내각의 보리스 존슨 외무장관 역시 브렉시트 관련으로 한동안 뒷자석에 앉아야 했다. 메이 총리가 사퇴하고 존슨 전 장관이 대표에 당선되어 총리가 되었을 당시, 메이 의원도 뒷자석으로 밀려나기도 했다.
영국을 비롯해 의회를 꾸리고 있는 대부분 국가에서, 평의원은 정부 정책에 영향력을 끼칠 수 있는 힘이 약하다. 하지만 자기 지역구 주민들을 위해 일한다는 국회의원으로서의 기본역할 뿐만 아니라, 주민들의 의견과 우려사항을 취합하는 역할을 맡게 된다. 대표적으로 자신의 지역구에서 진행될 공공 프로젝트를 위한 정부 예산을 따내는 것이 있다. 또 원내위원회에 참여하기도 하며, 본회의에서보다 법안을 좀 더 세세하게 검토하고 법안을 상정하는 권한도 지닐 수도 있다. 영국에서는 라이트 위원회의 개혁안으로 백벤처 의원에게 위원회 권한을 더 부여할 뿐만 아니라 각 위원회의 백벤치 의원수도 크게 늘려, 의회가 의제에 보다 더 관여할 수 있도록 바꿨다. 더욱이 백벤처는 일반 의원들의 대다수를 이루기 때문에, 집단으로 뭉쳐 상당한 권력을 행사할 때도 가끔 있다. 특히 정부 정책이 환영받지 못하거나 여당 내부가 분열된 경우라면 그렇다. 브렉시트 국면으로 리더십을 잃었던 테레사 메이 내각 시기 정부 발의안이 부결된 경우는 16회나 달했으나, 과반의석수로 안정적인 집권기반을 마련했던 제2기 캐머런 내각에서는 부결횟수가 3회에 불과했다.

## 다른 국가의 사례
비슷한 의원내각제 국가이면서도 백벤처 개념을 정반대의 의미로 사용하는 국가들도 있다. 스위스 의회에서는 회의장 밖에서 토론할 수 있도록 더 나은 출입통로를 확보하기 위해 고위인사가 뒷줄에 앉는다. 독일 의회에서는 당 지도부가 맨 앞줄에 앉도록 되어있지만 다른 원로 의원들을 위한 자리는 따로 없다. 그래서 독일에서 뒷자석 의원을 뜻하는 '힌터뱅클러' (Hinterbänkler)란 말은 어느 자리에 앉든 큰 영향을 받지 않는, 거의 알려지지 않는 의원들을 가리킨다. 미얀마의 아웅산수치도 군부에 반대하는 야당 대표로서 2012년에 처음 국회의원으로 당선되었지만 입법처리에 거의 관여하지 못했다.
기본적으로 대통령제인 대한민국 국회에서는 영국 의회에서처럼 앞뒷자석의 명확한 구분과 그에 따른 지위 부여의 개념은 없으나, 관례적으로는 뒷자석이 상석으로 취급되어 다선의원과 중진의원, 여야 지도부가 앉는다. 국회법에서는 의석 배치를 국회의장과 각 교섭단체 대표의원이 협의해 정한다고만 규정되어 상석의 개념을 두고 있지 않다. 하지만 초대국회 후반기부터 시작된 관례로서 자리잡았고, 실질적으로도 여야 지도부가 뒷쪽에 앉는 만큼 막판 '물밑 협상'을 벌이는 계기로도 삼는다. 역시 대통령제인 미국 의회에서도 앞뒷자석의 이분법 개념은 없으나 '백벤처'라는 말을 사용한다. 의회 내에서 당 지도부가 아닌 소장파 의원들을 지칭하기 위한 표현으로, 2016년 오하이오주의 팀 라이언 민주당 의원이 캘리포니아주 낸시 펠로시 하원의장 후보에게 도전장을 내밀었을 때 워싱턴 포스트는 "백벤치에서 튀어나온 의원 - 그는 말 그대로 의회 마지막줄 벤치에 앉아 있다"라고 표현하기도 했다.

## 같이 보기
- 영국 의회
- 프론트벤처
- 크로스벤처